# حساب کتاب
«حساب کتاب» یا «تَلی» (انگلیسی: Tally) ترانه‌ای از گروه دخترانه اهل کره جنوبی بلک‌پینک و هفتمین قطعه از دومین آلبوم استودیویی گروه به نام صورتی زاده‌شده است که در ۱۶ سپتامبر ۲۰۲۲ توسط وای‌جی انترتینمنت و اینترسکوپ رکوردز منتشر شد.